# Konkurrenzgesellschaft
Eine Konkurrenzgesellschaft oder auch Wettbewerbsgesellschaft ist eine Gesellschaftsform, die wesentlich durch Konkurrenz als dominante Interaktionsform ihrer Mitglieder gekennzeichnet ist, während Wettbewerb darauf ausgerichtet ist, im Rahmen ritualisierter oder institutionalisierter Regeln eine optimale oder zumindest bessere Lösung für eine Aufgabe zu realisieren. Konkurrenz ist in Konkurrenzgesellschaften sowohl auf der Makroebene (der Gesellschaft als Ganzer und vor allem der Systeme der Wirtschaft und der Politik) als auch auf der Mesoebene (vor allem in den Bildungseinrichtungen) und der Mikroebene (in der Mentalität der Individuen) beobachtbar. Konkurrenz gilt als „Epochenparadigma“ gegenwärtiger westlicher Gesellschaften.
Der Begriff Konkurrenzgesellschaft wird auch verwendet, um ein Unternehmen zu bezeichnen, das mit einem anderen Unternehmen konkurriert, aus dessen Perspektive die betreffende Aussage erfolgt.

## Makroebene

### Wirtschaft
Konkurrenz gilt als tragende Säule marktwirtschaftlicher Systeme. Solche Systeme zu schützen, wenn im Fall von Kartell-, Oligopol- oder Monopolbildungen die Konkurrenz eingeschränkt oder außer Kraft gesetzt wird, ist Hauptaufgabe von Kartellbehörden. Konkurrenz soll verhindern, dass Monopolisten Preise nach Belieben festsetzen können, da die Gegenseite nicht auf alternative Angebote ausweichen kann. Monopolanbieter können darüber hinaus selbst entscheiden, welche Qualität ihr Angebot hat und zu welchen Bedingungen Kunden es erhalten.
In funktionierenden marktwirtschaftlichen Systemen mit hinreichend Konkurrenz sorgt diese dafür, dass der Marktpreis stets ein Gleichgewichtspreis ist, der zuverlässig den Grad der Knappheit eines Angebots signalisiert. Hohe Preise schaffen Anreize, das Angebot zu erhöhen und so die Knappheit zu reduzieren. Befürworter der Marktwirtschaft betonen, dass es keine bessere Form der Allokation von Produktionsfaktoren gebe. Marktteilnehmer, die mit den für sie „zu hohen“ (Nachfrager) bzw. „zu niedrigen“ (Anbieter) Preisen nicht zurechtkommen, scheiden im Extremfall aus dem Marktgeschehen aus, was zu einer „Marktbereinigung“ führt.
Die Effizienz der Konkurrenzwirtschaft ermögliche Wohlstand und schaffe damit letztlich auch die Überschüsse, die für Ausgaben des Sozialstaats zur Verfügung gestellt werden können.

### Politik
Das westliche Modell der Demokratie beruht im Wesentlichen auf dem Konkurrenzmodell der Demokratie. Diesem zufolge kommt es nicht darauf an (anders als beim Identitätsmodell der Demokratie), den angeblich „objektiv richtigen“ „Volkswillen“ durchzusetzen, sondern konkurrierende Parteien müssen sich bemühen, vom Wähler möglichst viele Stimmen zu erhalten, damit sie auf der Grundlage der Mehrheit der erzielten Wählerstimmen auf Zeit ihre Vorstellungen von Politik in die Praxis umsetzen können. Haben Politiker nach Ansicht der Wähler „versagt“, können sie bei der nächsten Wahl durch Stimmentzug abgewählt werden. Ziel der Parteien ist es zu bewirken, dass möglichst viele Wähler bei der nächsten Wahl ihnen und nicht konkurrierenden Parteien die Stimme geben.

### Gesellschaft
Marktgemäßes Verhalten ist bei Mitgliedern einer Konkurrenzgesellschaft in allen Bereichen des Lebens zu beobachten.
Ihre Arbeitskraft gilt als Humankapital, das einen möglichst hohen Wert erhalten bzw. beibehalten soll. Bei Arbeitnehmern soll die Vermietung der Ware Arbeitskraft zu möglichst hohen Gehältern bzw. Löhnen führen. Die Kategorie des Werts nimmt allgemein eine ökonomische Färbung ein: Als „wertvoll“ gelten Menschen, die interessant, attraktiv und vor allem „nützlich“ für den Bewertenden sind. In Konkurrenzgesellschaften sind Rankings sehr beliebt. Alles mögliche wird messbar und damit vergleichbar gemacht und kann einen durch das Ranking „objektivierbaren“ Kaufpreis erhalten. Im Bereich der Pflege kommt es beispielsweise nicht auf „pflegerische Zuwendung“ an, sondern darauf, „Verrichtungen“ abrechnen zu können (wie auch bei der „käuflichen Liebe“). Generell besteht in Konkurrenzgesellschaften eine starke Motivation, andere zu übertreffen oder zu besiegen.
Mit großer Selbstverständlichkeit sprechen heute viele im Zusammenhang mit Liebesbeziehungen und Lebensgemeinschaften von „Partnermärkten“ und den Chancen und Risiken Partnersuchender auf diesen Märkten und zeigen damit, dass auch sie den Partner, den sie „haben“ wollen, entsprechend ihren „Präferenzen“ auswählen (ein Begriff aus der Konsumforschung, der die Auswahlentscheidung zwischen verschiedenen Waren oder Dienstleistungen durch Kunden erklären soll).
Eine wichtige Domäne des Konkurrenzdenkens ist der Sport. Nicht nur im Fußball geht es darum, als Sieger aus einer Partie hervorzugehen und den anderen zum Verlierer zu machen. In anderen Sportarten werden die Besten prämiert, z. B. nach Art der Olympischen Spiele mit einer Gold-, Silber- oder Bronzemedaille. Der Vierte und alle folgenden gehen leer aus. Das Beispiel Sport zeigt aber auch deutlich, dass die Interaktionsmodi Konkurrenz und Kooperation einander nicht ausschließen. Besonders beim Mannschaftssport ist zu beobachten, dass ein gelungenes Teamwork die Erfolgschancen einer Mannschaft erhöht. Ähnliche Effekte können auch in Einzelsportarten wie z. B. in der Leichtathletik beim Staffellauf beobachtet werden.
Eine zentrale Rolle spielt in der Konkurrenzgesellschaft die Leistungsbereitschaft. 2012 warnte z. B. Oliver Kahn, dass den Deutschen ohne Ehrgeiz ein Absturz ins Mittelmaß drohe.
Der Bildungsphilosoph Matthias Burchardt bewertet diese Haltung als „kategorischen Komparativ entfesselter Selbst-  und Fremdüberbietung“.

## Mesoebene
Schulen sind Institutionen, auf denen Kinder und Jugendliche auf ein Leben als Erwachsene in der Konkurrenzgesellschaft vorbereitet werden sollen. Daher meint Heinz-Peter Meidinger, Vorsitzender des Deutschen Philologenverbandes: „Eine Schule ohne Stress ist eine schlechte Lebensvorbereitung.“ Zeitdruck gehöre zur Schule, seit es diese Institution gebe. Unnötig sei allerdings Schulstress, der durch überzogene Erwartungen der Eltern oder dadurch entstehe, dass Kinder an einer bestimmten Schulart überfordert seien. Die „Fähigkeit, auch mal die ein oder andere Woche vor Abschlussprüfungen durchzulernen, oder die Härte, mit zeitlich begrenztem Leistungsdruck umzugehen, sind nicht nur in der Schule, sondern auch im späteren Leben eminent wichtig“, meint Meidinger. „Gerade Abiturientinnen und Abiturienten berichten ja in den Abiturzeitungen gerne rückblickend davon, dass die Schulzeit abgesehen von den paar Wochen vor dem Abitur gar nicht so stressig war, wie behauptet wird.“
Andererseits wendet sich Meidinger gegen eine weitere Verdichtung des Unterrichts: „Bildung braucht Zeit, Zeit für Üben, Reflektieren, Vertiefen und kritische Auseinandersetzung. Wir müssen unseren Kindern angesichts der großen gesellschaftlichen Herausforderungen eher mehr Zeit zum Lernen und Reifen bieten als weniger.“ Die Sorge, dass unter dem „späten“ Berufseinstieg junger Deutscher und Bildungsinländer die Wettbewerbsfähigkeit Deutschlands leiden könnte, teilt Meidinger nicht.
Wie sehr an deutschsprachigen Schulen das Anspruchsniveau zugenommen hat, ist an den Irritationen bemerkbar, die verbalisierte Zeugnisnoten auslösen, wenn man sie ernst nimmt: Eine 4 soll angeblich ausreichen, und eine 3 den Empfänger des Notenergebnisses (und seine Eltern) „befriedigen“, d. h. zufriedenstellen. In Bayern benötigen Grundschüler in Klasse 4 einen Notenschnitt von 2,33, wenn sie ein Gymnasium besuchen sollen, und einen Schnitt von 2,66, wenn sie eine Realschule besuchen sollen. Ein Durchschnitt von 3,0 führt dort im Regelfall zu einer Anmeldung des Schulkindes auf der zuständigen Hauptschule.
In Marketing-Kreisen heißt es: „Gut sein [= Note 2] reicht nicht, wenn die Kunden Besseres erwarten“.

## Mikroebene
Susanne Gaschke hat sich mit der „Generation Zuviel“ beschäftigt, womit sie die zwischen 1965 und 1985 Geborenen meint: „Zu viel Information. Zu viele Wahlmöglichkeiten. Zu viel Konkurrenz. Zu viel Unsicherheit. Zu viele Verpflichtungen gleichzeitig.“ Die deutsche Wiedervereinigung habe, so Gaschke, „eben nicht ins harmonische Ende der Geschichte, sondern direkt hinein in eine ganz große, schlagartig globalisierte Unübersichtlichkeit mit den Krisen eines entfesselten Finanzkapitalismus, mit ‚9/11‘, unverständlichem Terror und archaisch anmutenden Religionskriegen weltweit“ geführt. Die Nebenwirkung der großen Bildungsreform der 60er-Jahre sei ein verschärfter Ausscheidungskampf. Studien- und Berufsanfänger hätten eine extrem vorsichtige, sich alle Optionen stets offen haltende „Null-Fehler“-Mentalität. Die Konkurrenz auf dem qualifizierten Arbeitsmarkt habe die Preise verdorben. Weil es jetzt so viele besser Gebildete gebe, so Gaschke, verdienten sie alle im Schnitt weniger.
Für die wenigen und durchschnittlich relativ spät geborenen Kinder, die Angehörige der „Generation Zuviel“ bekämen, gelte aus Elternsicht: „Das Abitur ist ein Muss“, weil nur das Abitur als „konkurrenzfähiges Bildungsziel“ erscheine. Tatsächlich bietet ein Studium künftigen Akademikern in Deutschland im Regelfall eine hohe Bildungsrendite, was die o. g. These von den „verdorbenen Preisen“ auf dem Arbeitsmarkt relativiert, und mindert das Risiko, arbeitslos zu werden.

## Kritik der Konkurrenzgesellschaft

### Grenzen des Wachstums
Hartmut Rosa vertritt die von ihm so genannte „Wettbewerbsthese“, die letztlich in die These einmündet, wonach der Mensch der Gegenwart nicht mehr auf eine verheißungsvolle Zukunft zulaufe, sondern vor dem Abgrund einer umfassenden Katastrophe davonlaufe („con-currere = gemeinsam [von wo weg? wohin?] um die Wette laufen“): „Bilden Wachstum, Beschleunigung und Innovationsverdichtung die strukturellen ‚Dynamisierungsimperative‘ der modernen Gesellschaft, so werden sie handlungslogisch vermittelt über die wettbewerbsförmige Allokation nicht nur von Gütern und Ressourcen, sondern auch von Privilegien, Positionen, von Status und Anerkennung, von Freunden und LebenspartnerInnen etc. Die Wettbewerbslogik führt zu einer schrankenlosen Dynamisierung aller konkurrenzförmig organisierten Gesellschaftssphären. Stets gilt es, ein klein wenig mehr zu leisten und dafür mehr Energien zu investieren als der Konkurrent – der dann seinerseits wieder nachziehen muss. Diese Logik lässt sich überall beobachten: Insbesondere bei den Erziehungspraktiken, aber auch beim Umgang mit dem eigenen Körper. Was im Sport das Doping ist, bei dem früher oder später jede Leistungssportlerin angelangt [sic!], die wettbewerbsfähig bleiben will, heißt in anderen Bereichen ‚human enhancement‘. Die wettbewerbsförmig induzierte Steigerungsspirale ist unabschließbar.“
Deutlich erkennbar ist Rosa zufolge die Forcierung des Tempos am Übergang von der Moderne zur Spätmoderne. Der positionale Wettbewerb sei in einen performativen Wettbewerb übergegangen. Wenn ein Konkurrent um ein Amt dieses errungen habe, dann sei er in der Ära des positionalen Wettbewerbs zweifelsfrei das gewesen, was seine Amtsbezeichnung signalisiere, und diese Position sei im Regelfall nicht ständig gefährdet gewesen. In der Ära der performativen Konkurrenz müsse jeder (quasi wie der Trainer einer Fußballmannschaft in der Bundesliga) um eine einmal erworbene Position kämpfen, die er jederzeit verlieren könne. Dabei müsse er eine konstant positive „performance“ liefern. Schaffe er das nicht, werde das als sein persönliches Versagen bewertet. Im Zeitalter der performativen Konkurrenz hätten alle Positionierungen des Individuums (nicht nur im Arbeitsleben) die Tendenz, vorläufig zu sein (Beispiele: der Trend zu serieller Monogamie, der in dem Begriff „Lebensabschnittsgefährte“ seinen treffenden Ausdruck findet, oder das Schrumpfen der Stammwählerschaft von Parteien).

### Fehlprägung junger Menschen durch die ältere Generation
Zynisch kommentiert Gerald Hüther das Verhältnis der Schule zur Gesellschaft der Gegenwart: „Für diese Konsumgesellschaft, wie wir sie heute haben, ist Schule, so wie sie heute stattfindet, genau richtig. Sie bringt Menschen hervor, die mit ihrem Leben und ihren Gestaltungsmöglichkeiten hinreichend unzufrieden und dadurch sehr anfällig für die Angebote der Industrie, Medien und Politik sind. […] Derzeit zeigt sich Schule […] als Erfüllungsgehilfe einer Ersatzbefriedigungsindustrie.“
Der dänische Psychologe Jesper Juul beklagt, dass schon Vorschulkinder durch die „Botox-Kultur“ ihrer Eltern fehlgeprägt würden. „Seit mehr als einem Jahrzehnt leben wir in einer Botox Kultur [sic!], in der sogar intelligente und hochausgebildete, erwachsene Menschen massenweise kostbare Zeit und Energie für narzisstische Versuche aufwenden, die ‚richtige‘ Oberfläche, das ‚ideelle‘ [gemeint ist: das ‚ideale‘] Gewicht, Muskeln der ‚richtigen‘ Grösse [sic!] an der richtigen Stelle etc. zu bekommen. Sie haben gelernt, ihr Tun damit zu begründen, dass es ihren ‚Selbstwert‘ stärkt, was ein sinnlos hybrider Begriff ist, der jetzt etwa soviel wie soziales Selbstvertrauen bedeutet, aufgebauscht [,] um die chronische Angst und Unsicherheit abzumildern; die Angst, durchzufallen, und die Angst, den Konkurrenzkampf um Lob, Aufmerksamkeit, Sex und das perfekte Leben zu verlieren. Alles Äußerlichkeiten, für die es kein inneres Pendant gibt. […] Kinder übernehmen sehr früh dieses Besessen-Sein vom Sinnlosen, und schon als Fünfjährige sind viele von ihnen damit beschäftigt, wie dick, dumm, hässlich und uncool sie sind, anstatt wie lustig und geborgen sie sich fühlen. Das kann niemand wieder aberziehen oder wegpädagogisieren, wenn es sich erst mahl [sic!] in der Seele eines Kindes festgesetzt hat“, meint Juul, der damit letztlich die Diagnose „ein Leben in Entfremdung führen“ operationalisiert.
Oliver Nachtwey kritisiert, dass Schulen in Kooperation mit vielen Elternhäusern, vor allem mit „Helikopter-Eltern“, „lauter kleine Narzissten, auf Wettbewerb getrimmt“, hervorbrächten. Diesen Eltern gehe es vor allem darum, dass ihre Kinder früh über Kompetenzen verfügen, die sie laut Lehrplan noch gar nicht haben müssten, damit sie auf diese Weise früh einen Vorsprung vor anderen Kindern haben. Später erwürben derart sozialisierte junge Erwachsene Zusatzqualifikationen und machten zielstrebig gut beruflich verwertbare Erfahrungen nicht deshalb, weil sie Lust dazu hätten (wie sich viele einredeten), sondern weil das, sowie ein zügiges Studium, ihnen Wettbewerbsvorteile biete, meint Nachtwey.
Die Idee, Menschen müssten sich selbst in erster Linie als „Träger von Humankapital“ betrachten bzw. es hinnehmen, dass andere sie so sehen, und sich darum bemühen, als Mensch (nicht nur als Arbeitskraft) „marktgängig“ zu sein, hält Erich Ribolits für eine Perversion der Idee der Bildung. Echte Bildung bestünde demnach im Sinne des neuhumanistischen Bildungsbegriffes mit den Worten Wilfried Breyvogels, der eine Zwölftklässlerin paraphrasiert, darin, „im Glücksmoment des Verstehens ein anderer zu werden, sich zu verschönern und zu ‚strahlen‘“.

### Empathielosigkeit konkurrenzorientierter Menschen
In seinem Aufsatz Generation Supercool: Empathielosigkeit und soziale Kälte unter Jugendlichen – eine Konsequenz der Konkurrenzgesellschaft? analysiert Bernhard Heinzlmaier die Deformation „cooler“ Jugendlicher. Lebensverhältnisse, die ein „ständiger Quell von Unsicherheit und Abstiegsangst“ seien, beförderten das Entstehen einer sich als gefühllos und unberührbar inszenierenden Jugendkultur. „Die Jugend der Gegenwart lebt in Cliquen mit schwachen Bindungen, ist clever, wenn es um den eigenen Vorteil geht, naiv, weil sie glaubt, schon irgendwie durchzukommen, und verliebt in ihre kunstvoll gestaltete kühle Oberfläche. Die Coolness der Jungen kreist primär um das eigene Selbst. Das WIE ihres Lebens ist ihnen wichtiger als das WAS. Das heißt, bei der Berufswahl ist ihnen der sachliche Inhalt der Arbeit relativ egal, viel wichtiger ist, ob sich mit ihr glänzender Erfolg inszenieren lässt.“

### Der „Erfolgsmensch“ als „anthropologische Mutation“
Für Robert Misik ist der „Erfolgsmensch“ das typische Produkt einer Konkurrenzgesellschaft; „er ist vor allem erfolgreich darin, erfolgreich zu sein. […] Erfolg ist da primär Habitus. Hat man die Körpersprache, die einen als Erfolgreichen ausweist? Die lässige Selbstverständlichkeit, die von Unverschämtheit schwer zu unterscheiden ist […]? Diese Körperhaltung und die Ausstrahlung sind heute der Schlüssel zum Erfolg, nicht das Können in irgendeinem Fachbereich. Der Erfolgsmensch ist eine anthropologische Mutation.“
Den Selbstinszenierern hält Volker Kitz, Vertreter einer „neuen Arbeitswelt-Pragmatik“, 2017 sein „Manifest für ehrliche Arbeit“ entgegen: „Wir [Arbeitgeber] schätzen die Masse der normalen Menschen, die jeden Tag normal ihre Arbeit macht, ohne Trara und Getöse, ohne Theaternebel und heiße Luft. Ihr seid es, nicht die anderen, die unsere Organisation am Laufen halten.“

### Erzeugung von Missgunst, Neid und Angst
Der Soziologe Alfred Vierkandt stellte bereits zu Beginn des 20. Jahrhunderts fest, dass „Konkurrenz entzweit. Es [sic!] markiert alle als mögliche Gegenspieler und gibt jedermann einen bestimmten Wert, der ins Verhältnis zum eigenen gestellt wird. Das eröffnet Hierarchien, bringt Missgunst, Neid, Angst, Unsicherheit und impliziert auch die Möglichkeit, nicht gut oder wertvoll genug zu sein.“ In Deutschland würden neun von zehn Schwangerschaften abgebrochen, wenn das Ergebnis einer PND-Untersuchung die Diagnose Trisomie 21 liefere, weil entsprechend viele Frauen bzw. Paare die Fragen: „Wird mein Kind bestehen können? Werde ich mit diesem Kind mein Leben leben können?“ negativ beantworten. Der Konkurrenzgedanke sei also selbst bei der Frage präsent, ob Leben zugestanden wird.

### Systematische Burn-out-Produktion
Sighard Neckel und Greta Wagner sehen einen Zusammenhang zwischen der Ausdehnung von Wettbewerbszonen in der Gesellschaft und der Zunahme von Burn-out-Syndromen: Mit der Ausbreitung des Neoliberalismus seit den 1990er Jahren sei es zu einer zeitlichen und sachlichen Entgrenzung von Wettbewerben gekommen, sodass Wettbewerbe zunehmend die Sozialordnung als Ganzes bestimmten. Einerseits würden immer mehr Güter über Wettbewerbe verteilt; andererseits würden Wettbewerbe auch dort als Mittel zur Effektivitätssteigerung eingeführt, wo zuvor kein Markt existiert habe, wie etwa in Universitäten und öffentlichen Verwaltungen. Dies führe heute zu einer Entgrenzung von Wettbewerb. Insbesondere erhöhten befristete Arbeitsverhältnisse den Leistungsdruck auf die Mitarbeiter und zwängen sie, ihren Wert für die Organisation immer wieder von Neuem beweisen zu müssen. Dass die Individuen gezwungen seien, am Ende nur noch in ihre eigene Wettbewerbsfähigkeit zu investieren, trage zu einer massiven Ressourcenvernichtung in Form der Massenproduktion von „Verlierern“ bei. Besonders viele Verlierer würden auf „winner-take-all“-Märkten produziert, bei denen die Ersten weit mehr erhalten als alle Nächstplatzierten zusammen. Immer mehr Konkurrenten verschwendeten ihre Ressourcen an einen destruktiv gewordenen Wettbewerbsmodus. Dies bedeute nicht nur, dass die Anstrengungen der vielen  Verlierer nicht anerkannt würden, sondern auch, dass eine  Arbeitskraft nie wisse, wann genug gearbeitet worden sei und ob die investierte Zeit bereits ausreiche, um besser zu sein als die Konkurrenz. Burn-out entstehe vielfach aus einem Zusammenspiel von Überanstrengung und Gratifikationskrise, also als Ergebnis eines dauerhaften Stresses, der zu keiner Belohnung führe. Wettbewerbe als dominante Interaktionsform der Gegenwart verschlissen jene subjektiven Kräfte, die sie vorgeben zu steigern.

### Zielkonflikt zwischen der Erziehung zur Konkurrenzfähigkeit und dem Inklusionsgebot
Seit dem Beitritt Deutschlands zum Übereinkommen über die Rechte von Menschen mit Behinderungen im Jahr 2009 ist Deutschland verpflichtet, Kinder und Jugendliche mit Behinderung an Regelschulen zu unterrichten, wenn das dem Elternwillen entspricht. „Inklusive Bildung kommt allen zugute“, ist ein zentraler Leitsatz der „Europäischen Agentur für sonderpädagogische Förderung und inklusive Bildung“.
Freerk Huisken und Bernd Ahrbeck jedoch bezweifeln, dass es der Regelfall sei, dass Kinder und Jugendliche mit mentalen Beeinträchtigungen (seit einiger Zeit auch „Menschen mit Lernschwierigkeiten“ genannt) durch „gemeinsames Lernen“ im zieldifferenten Unterricht glücklich würden, solange es das Hauptziel der Schulen sei, Schüler konkurrenzfähig zu machen. In seinem Buch Die Inklusionslüge vertritt der Theologe Uwe Becker die These, dass Konkurrenz auf Ausgrenzung und nicht auf Solidarität hinauslaufe. Ausschließlich Gewinner könne es im Wettbewerb nicht geben. Statt Benachteiligte wie Menschen mit Behinderung oder auch Bildungsverlierer erfolglos in die dominierende gesellschaftliche Funktionslogik hineinzuzwängen, sollte man besser diese Logik aufgeben.